# Военный переворот на Гаити (1991)
Военный переворот на Гаити (1991) — путч произошедший на Гаити 29 сентября 1991 года в результате которого, президент Гаити Жан-Бертран Аристид был свергнут. Ключевыми фигурами в этом перевороте были генерал армии и главнокомандующий Вооружёнными силами Гаити Рауль Седрас, глава штаба армии Филипп Бьямби и глава национальной полиции Мишель Франсуа. Аристид был отправлен в изгнание, его жизнь была спасена только благодаря вмешательству дипломатов США, Франции и Венесуэлы. Позже Аристид вернулся к власти в 1994 году.

## Предыстория
Всеобщие выборы 1990—1991 гг. были признаны первыми демократическими выборами в истории Гаити. Аристид, римско-католический священник-популист, был самым противоречивым кандидатом от своей партии Национального фронта за перемены и демократию (FCND). Он был одним из немногих церковных деятелей, выступавших против репрессий в годы правления Дювалье. Однако из-за популярности его популистского движения «Лавалас» (гаит. креол. Lavalas; «Наводнение»), которое выступало за использование законодательства и народную мобилизацию для экономических реформ, прекращения коррупции и справедливости для жертв со стороны гаитянских военных и тонтон-макутов, он получил большинство голосов — 67,5%.
Несмотря на народную поддержку, переход власти был непростым. Политическая платформа Аристида угрожала власти некоторых представителей гаитянской элиты, особенно тех, кто поддерживал диктатуру семьи Дювалье. Главной оппозицией Аристида была гаитянская армия, которую он пытался обременить конституционными законами, которые ранее ею не соблюдались. Эти законы включали отделение полиции от армии и её последующее подчинение Министерству юстиции, а также судебное разбирательство дел о злоупотреблениях в отношении граждан со стороны военных, которые должны были рассматриваться в гражданских судах.
Гаитянские правые мобилизовались в ответ на движение «Лавалас». Попытка государственного переворота против Аристида произошла 7 января 1991 года, еще до его инаугурации, когда Роже Лафонтан, бывший лидер тонтон-макутов во время правления Жан-Клода Дювалье, взял в заложники временного президента Эрту Паскаль-Труйо и объявил себя президентом. После того, как большое количество сторонников Аристида заполнило улицы в знак протеста, Лафонтан попытался объявить военное положение, но армия во главе с генералом Эраром Абрахамом подавила начавшийся переворот. Суд над Лафонтаном вызвал споры, поскольку по рекомендации Аристида он был приговорен к пожизненному заключению, а максимальный срок наказания был установлен на уровне 15 лет (в дальнейшем, 30 сентября 1991 года Лафонтан будет убит по приказу Аристида).
27 сентября 1991 года Аристид произнес речь, которая, по мнению критиков, пропагандировала использование ожерелья — также называемого на Гаити, как Пер Лебрен — как форму казни, потенциально называя ожерелье «красивым инструментом». 
Было высказано предположение, что Аристид также угрожал в этой речи элитным семьям буржуазии за недостаточную поддержку его правительства.

## Путч
Переворот был кратковременным, с некоторым конфликтом в ночь на 28 сентября 1991 года. Но именно 29 сентября произошла основная часть действий, которая закончилась депортацией Аристида во Францию. В ночь на 28 сентября армейские базы и полицейские участки подняли мятеж, объединившись с Седрасом против администрации Аристида. На рассвете солдаты обстреляли Национальный дворец. После артобстрела его, военные схватили Аристида и повели его в штаб армии. Там послы Венесуэлы, Франции и США успешно провели переговоры с лидерами переворота о жизни Аристида. Аристид был вынужден покинуть страну и улетел во Францию, а затем посетил Соединенные Штаты и выступил перед ООН.

## Последствия
Армия оправдала переворот как необходимое вмешательство, заявив, что Аристид вмешивался в дела армии. Сам Седрас объявил о своей победе в 23:00 29 сентября в телетрансляции заявив:

 «Сегодня вооруженные силы оказались обязаны взять на себя тяжелую ответственность по поддержанию государственного корабля на плаву. После семи месяцев демократического опыта страна снова оказалась жертвой ужасов неопределенности. Вместе со всеми гаитянами мы приведем корабль в порт».
В ходе боевых действий по меньшей мере 26 человек были убиты и 200 ранены, перестрелка продолжалась всю ночь.
Во время правления Аристида репутация военных в отношении прав человека начала улучшаться, однако после переворота ситуация быстро изменилась. Военные атаковали выборных должностных лиц, поддерживающих Аристида, а также организации сельского развития и крестьянские организации, районные и общественные ассоциации и профсоюзы. Во время так называемой «борьбы с коммунизмом» преследованию подвергались интеллигенция, демократические движения, студенческие и женские группы. За этот период увеличилось количество смертей среди гражданского населения, равно как и случаи массовых арестов без ордеров. Перед своим убийством в 1993 году демократический активист, сторонник Аристида Антуан Измери утверждал, что 10 000 человек погибли в результате политического насилия после переворота. К декабрю 1991 года около 250 000 человек покинули город Порт-о-Пренс не только из-за политического насилия, но и из-за экономических трудностей. Также военный режим ограничил свободу прессы.

## Возможное участие США
Франсуа и Бьямби проходили военную подготовку в США: Бьямби прошел пехотную подготовку в Форт-Беннинге, в штате Джорджия, а Франсуа прошел обучение по ремонту стрелкового оружия и боеприпасов в Армейской артиллерийской школе в Абердине, в штате Мэриленд.  Часто сообщается, что Седрас также прошел подготовку в США, но Пентагон отрицает наличие доказательств этого. 
Несмотря на роль США в операции «Поддержка демократии» 1994 года по возвращению Аристида к власти, остаются вопросы относительно их участия в самом перевороте. Эммануэль Констан позже сообщил, что агенты ЦРУ присутствовали вместе с Седрасом в штабе армии во время переворота, но ЦРУ отрицало наличие предварительной информации.

## После переворота
Аристид вернулся к власти 15 октября 1994 года и оставался у власти до 1996 года после демократических выборов и мировой передачи власти. Затем он вернулся на пост президента в 2001 году, но был снова свергнут в результате государственного переворота в 2004 году.
До восстановления Аристида на посту президента Седрас и Бьамби покинули страну и поселились в Панаме. Оба, за исключением Франсуа, были заочно осуждены за участие в резне в Работо и были приговорены к пожизненному заключению.